# Sommet du G7 de 2018

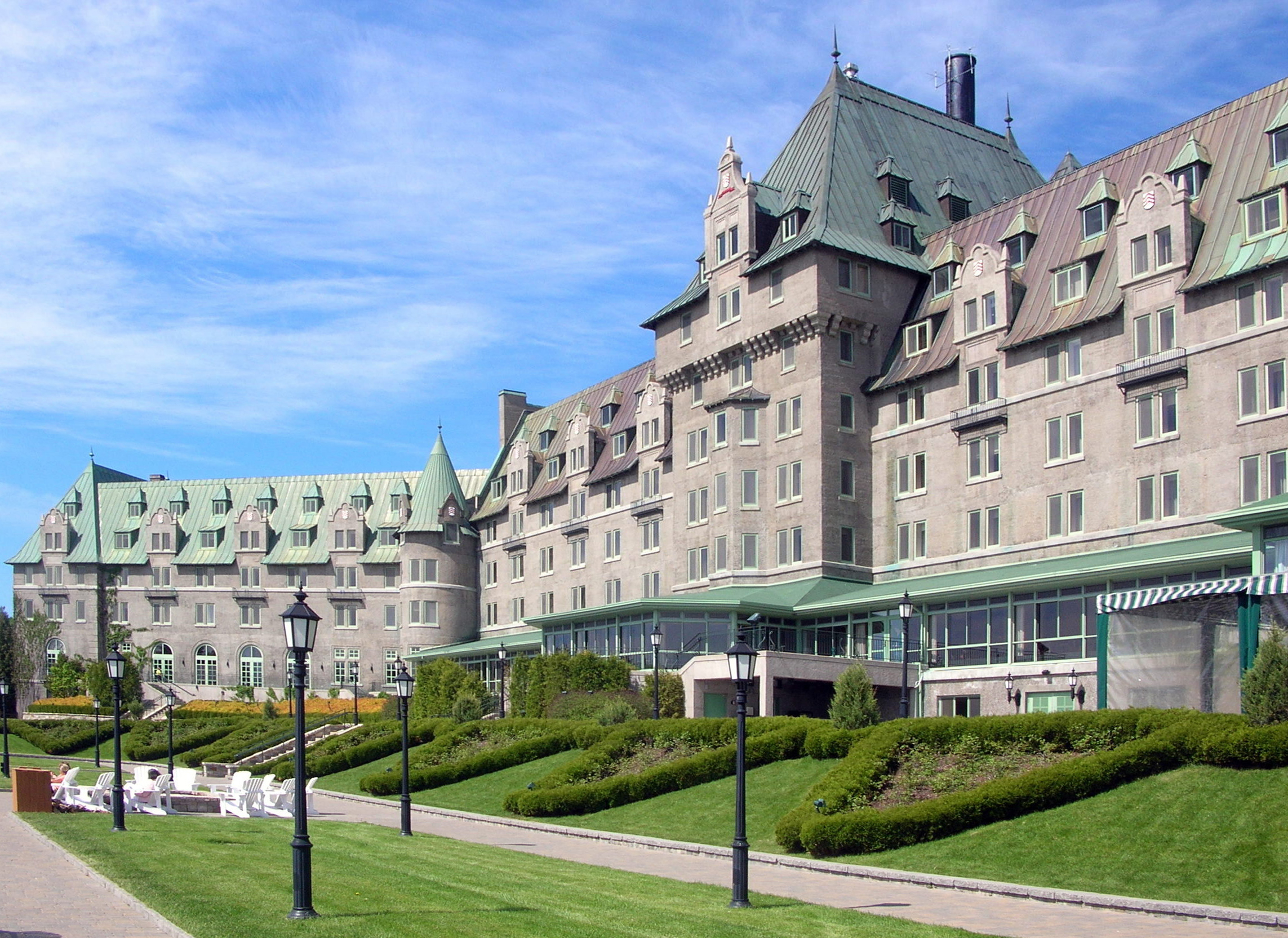
Fairmont Le Manoir Richelieu.

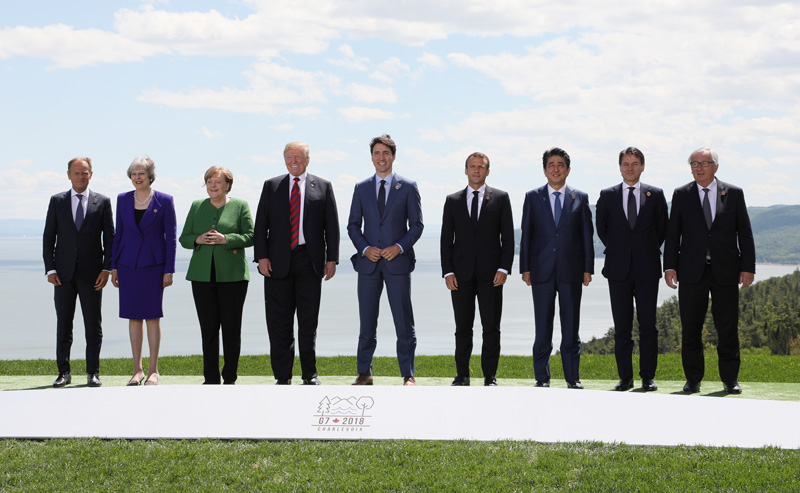
Sommet du G7 de 2018.

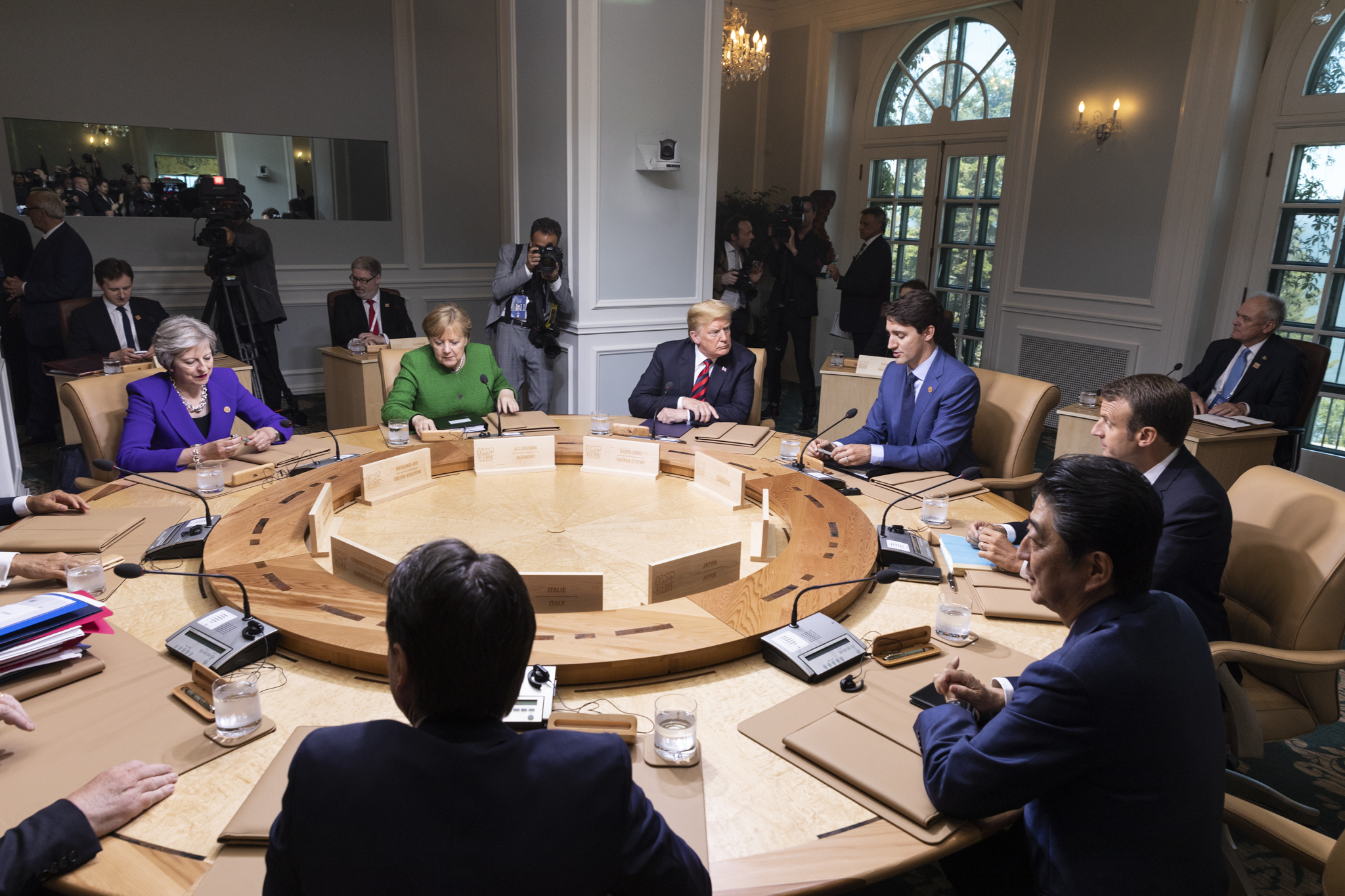
Sommet du G7 de 2018.

Le sommet du G7 de 2018 a eu lieu les 8 et 9 juin au Manoir Richelieu, à La Malbaie, dans la région de Charlevoix, au Québec (Canada).

## Définition du G7
Le sommet du G7 est un forum qui joue un rôle important dans la formulation de réponses mondiales aux défis planétaires, en complément de la coordination économique assurée par le G20. Il réunit les dirigeants du Canada, de la France, de l'Allemagne, de l'Italie, du Japon, du Royaume-Uni, des États-Unis et de l'Union européenne.
| Membres          | Représenté par      | Fonction                           |
| ---------------- | ------------------- | ---------------------------------- |
| Allemagne        | Angela Merkel       | Chancelière fédérale               |
| Canada           | Justin Trudeau      | Premier ministre                   |
| États-Unis       | Donald Trump        | Président                          |
| France           | Emmanuel Macron     | Président de la République         |
| Italie           | Giuseppe Conte      | Président du Conseil des ministres |
| Japon            | Shinzō Abe          | Premier ministre                   |
| Royaume-Uni      | Theresa May         | Première ministre                  |
| Union européenne | Jean-Claude Juncker | Président de la Commission         |
| Union européenne | Donald Tusk         | Président du Conseil               |

## Galerie des dirigeants participants

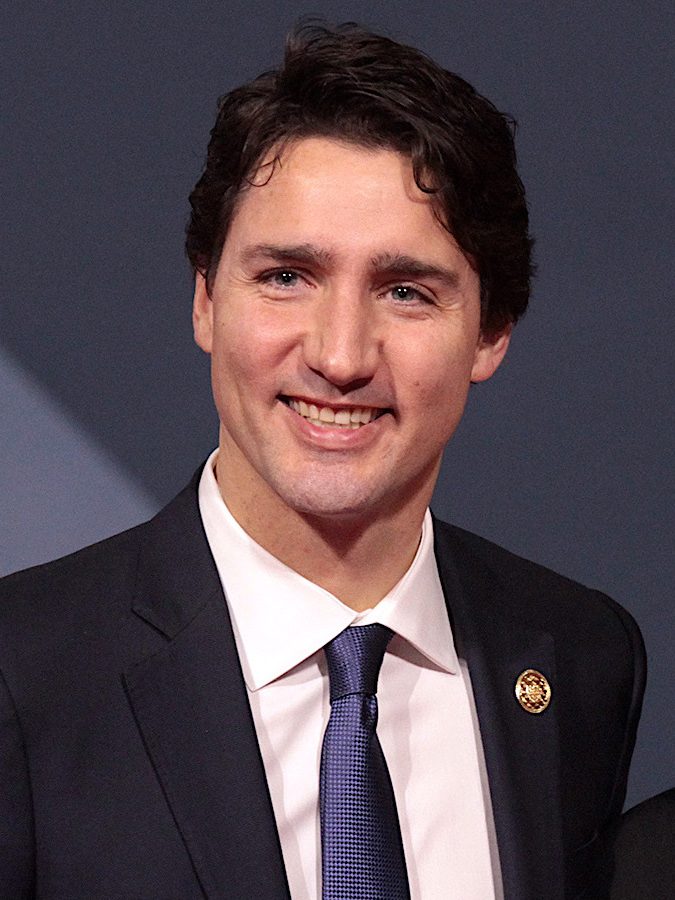
Canada Justin Trudeau, premier ministre
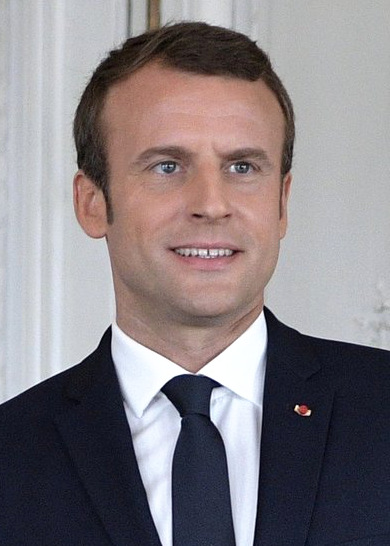
France Emmanuel Macron, Président
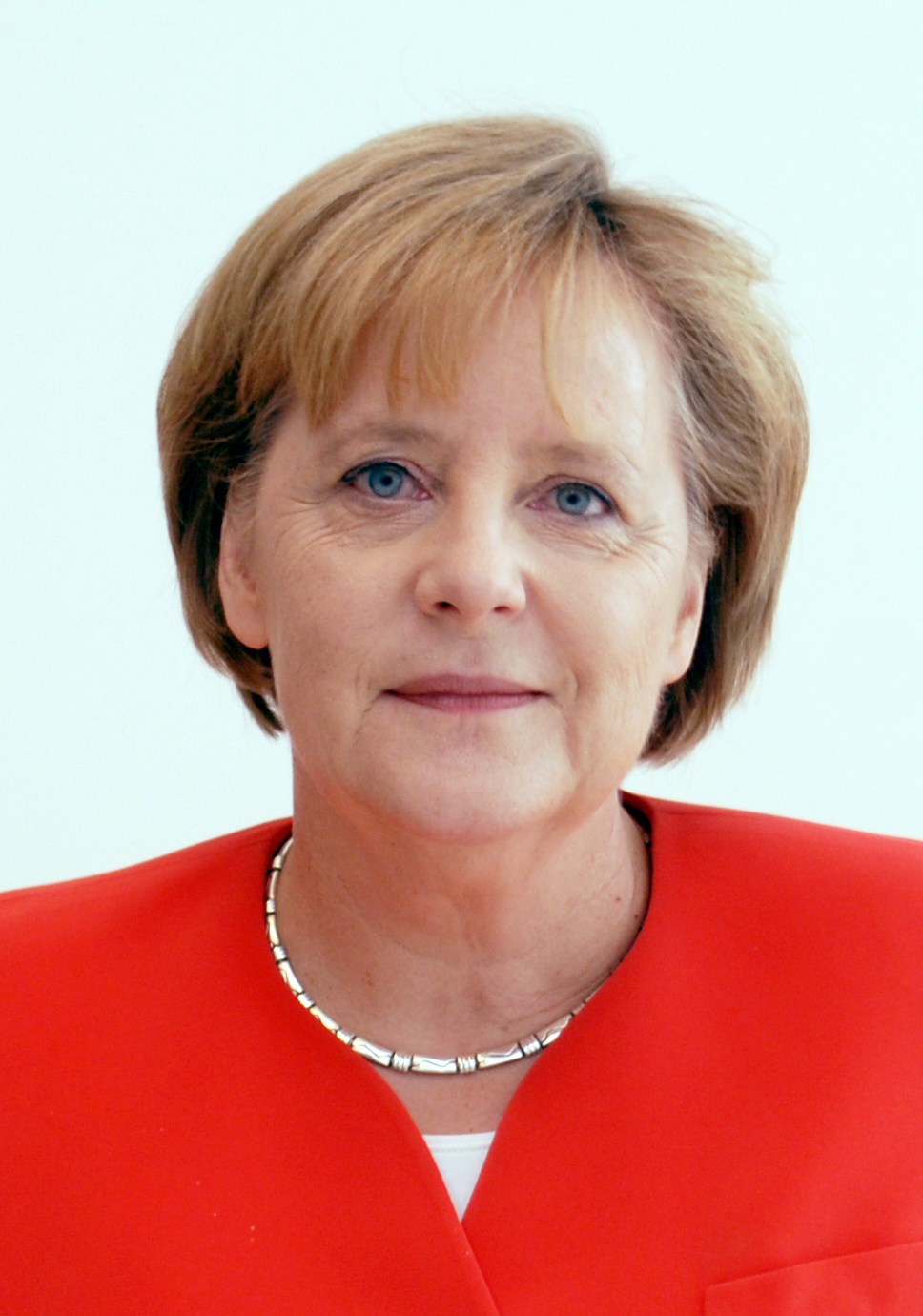
Allemagne Angela Merkel, Chancelière fédérale
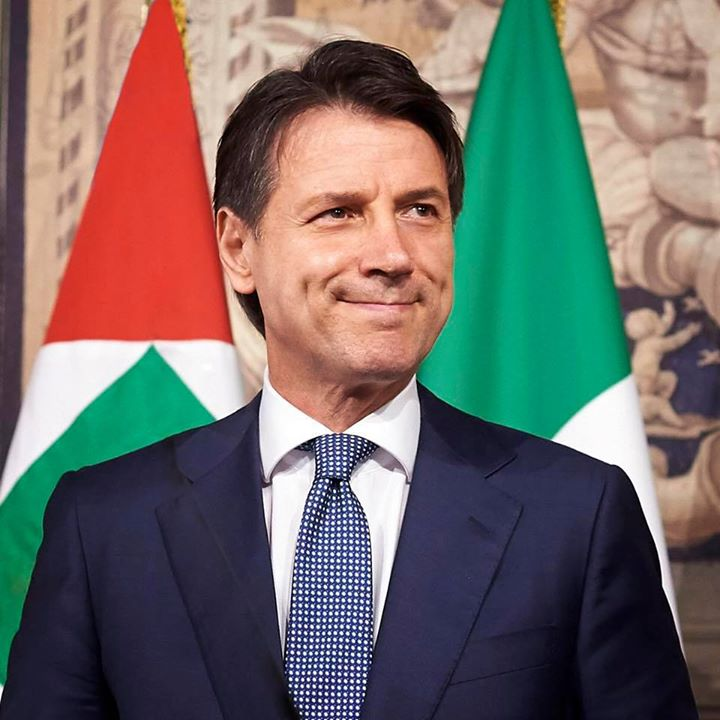
Italie Giuseppe Conte, Président du Conseil
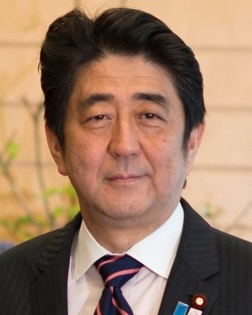
Japon Shinzo Abe, Premier ministre
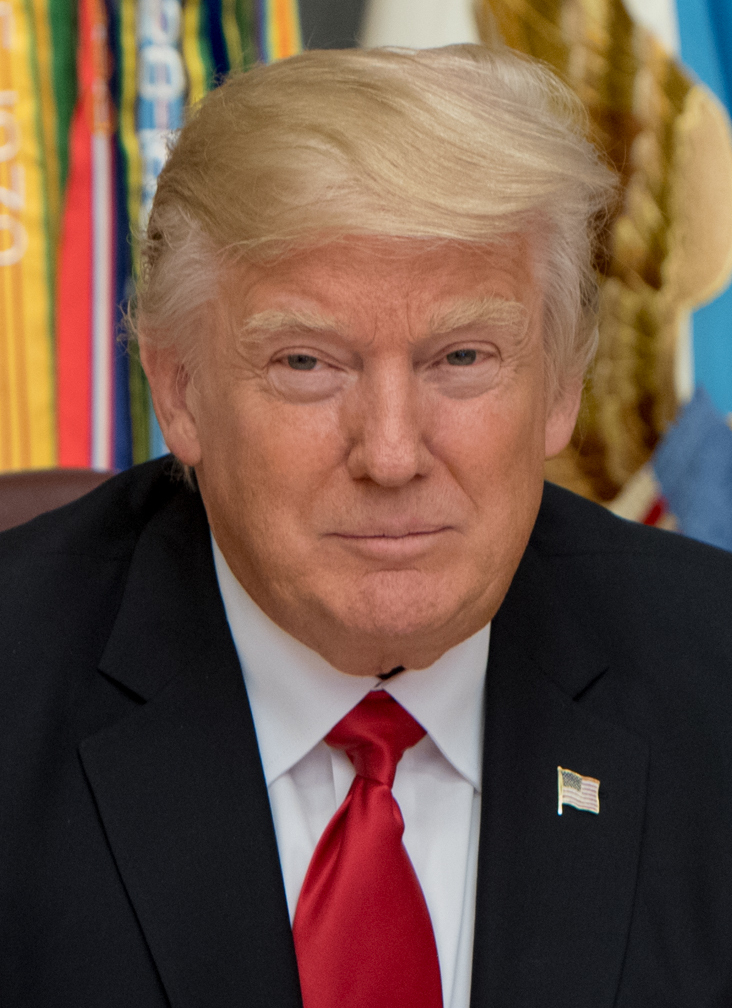
États-Unis Donald Trump, Président
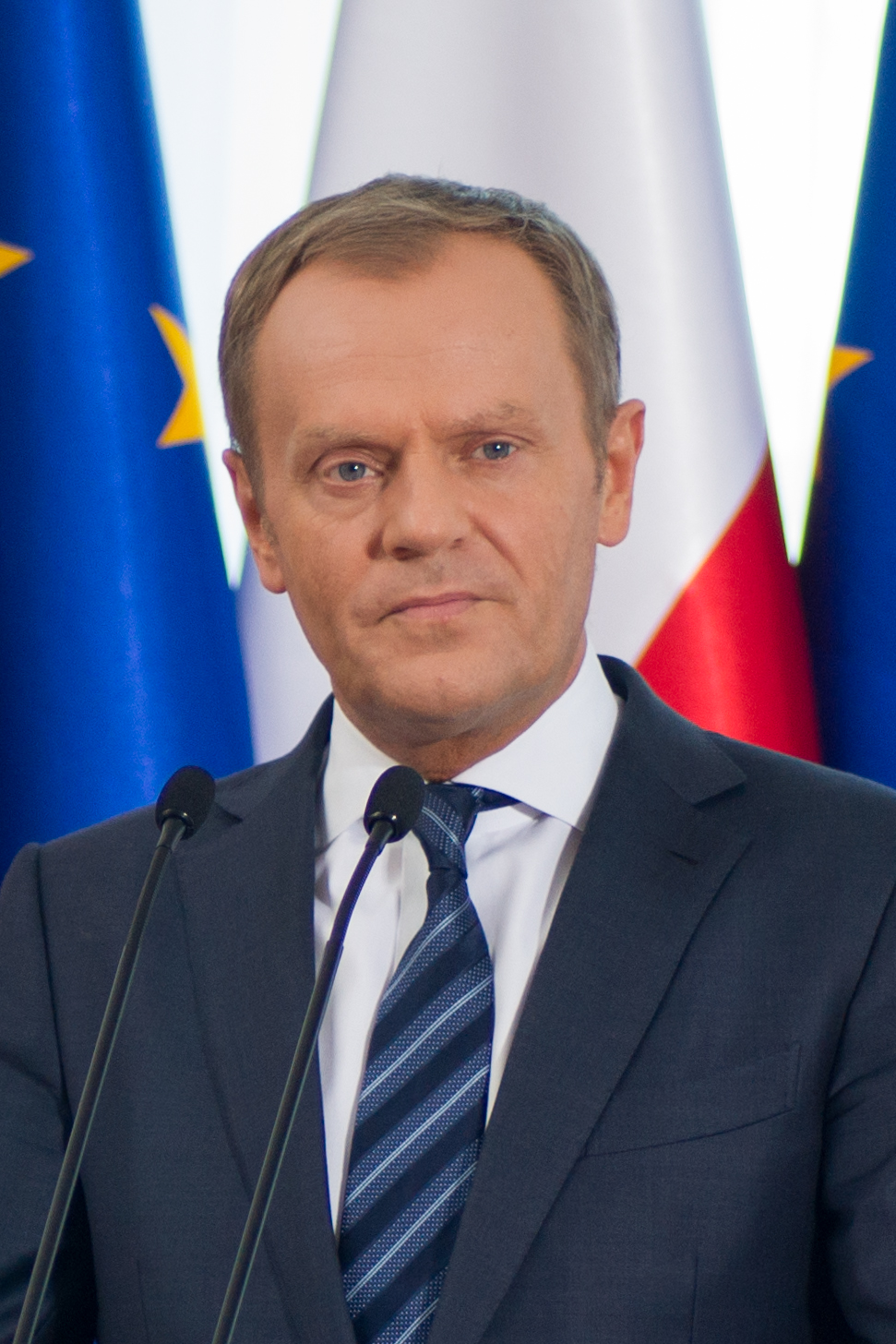
Union européenne Donald Tusk, Président du Conseil
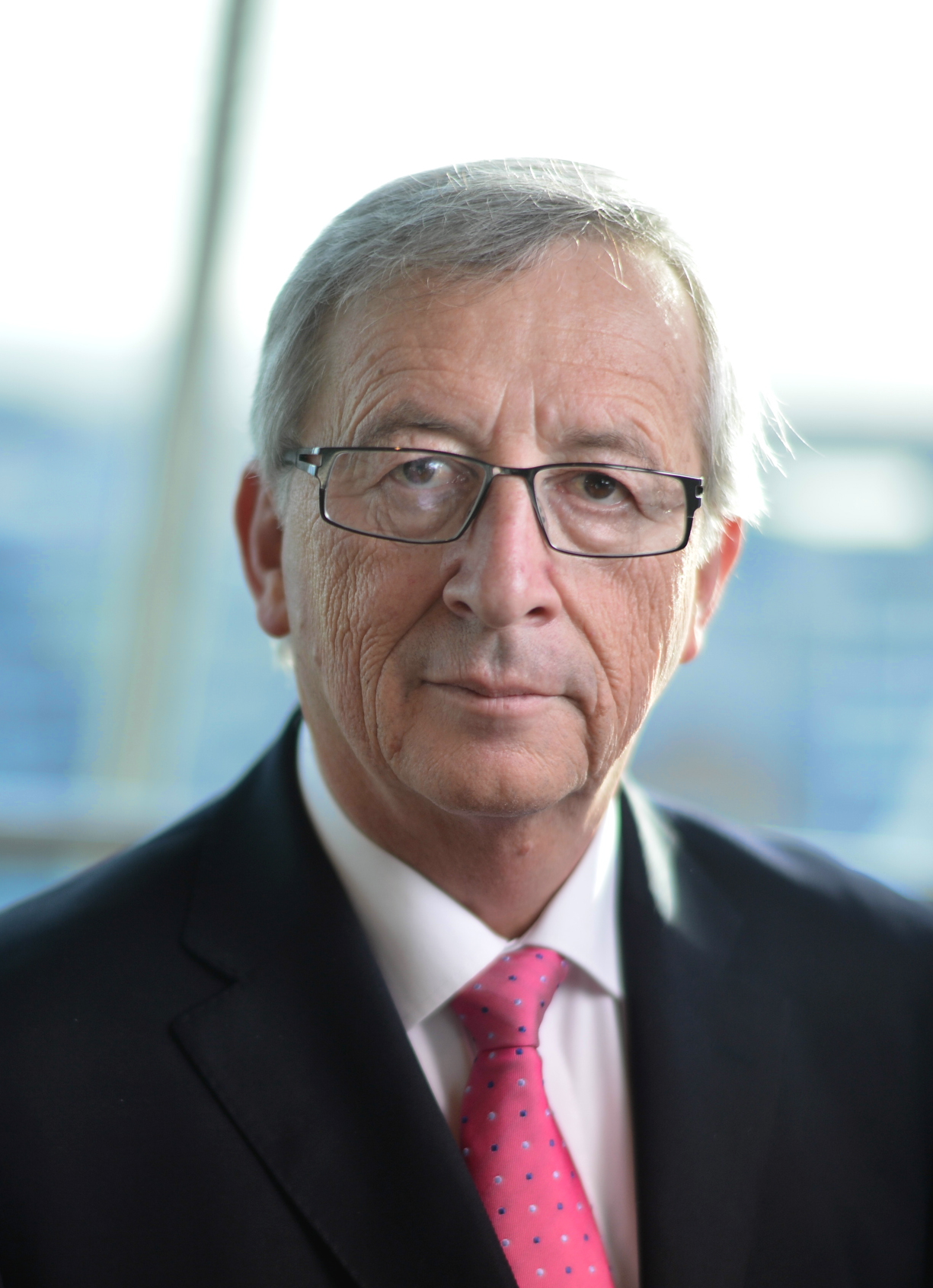
Union européenne Jean-Claude Juncker, Président de la Commission
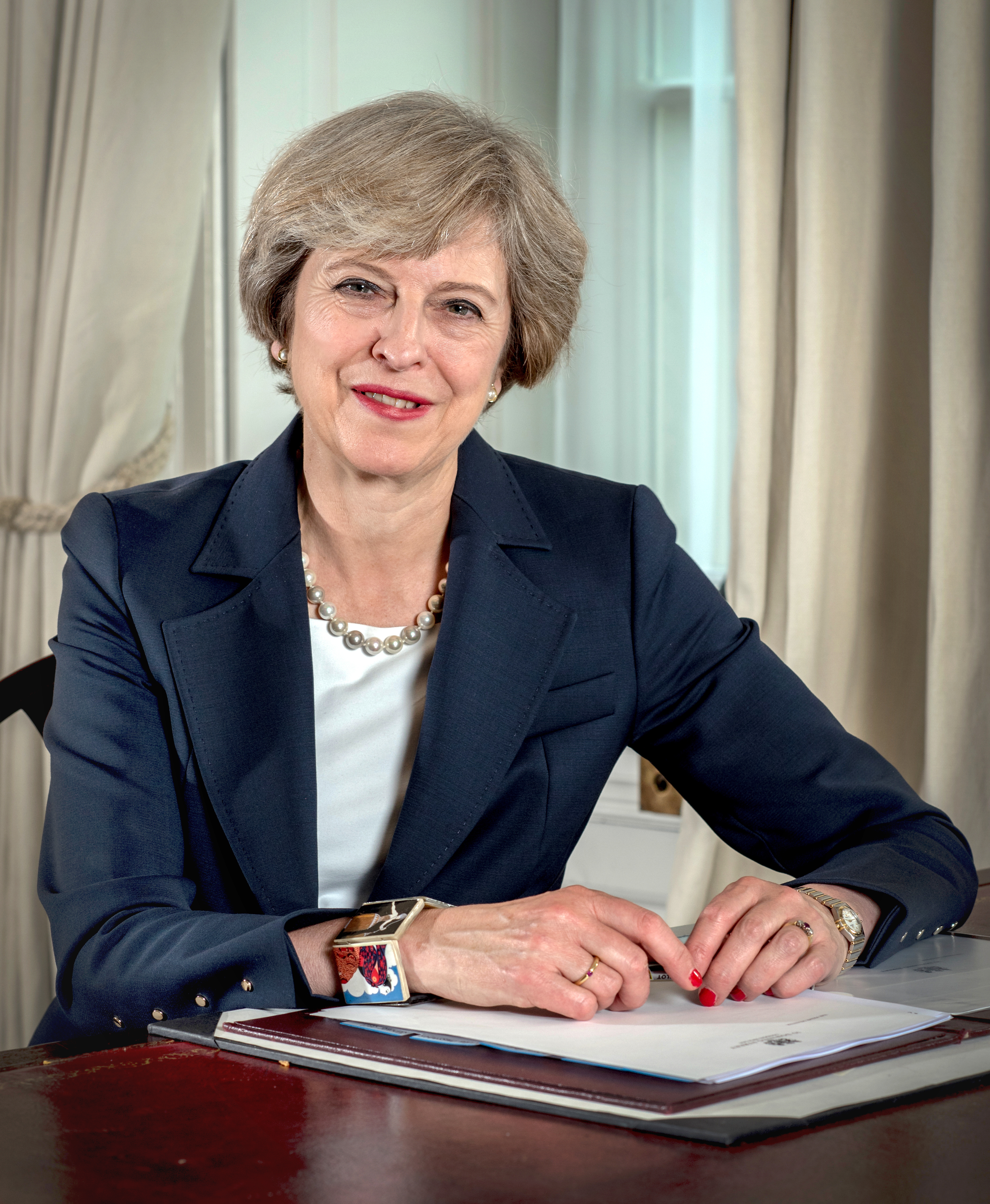
Royaume-Uni, Theresa May, Première ministre

## Galerie des dirigeants invités

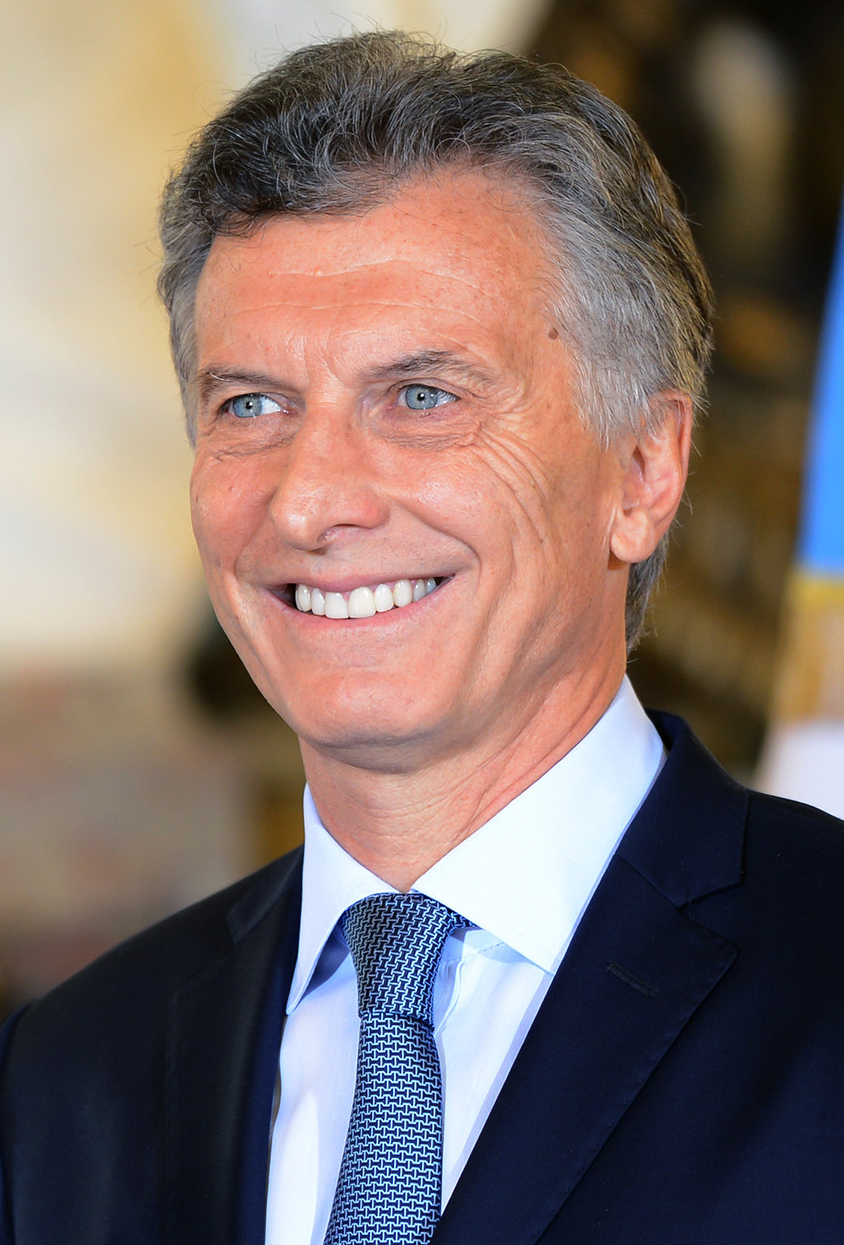
Argentine Mauricio Macri, Président
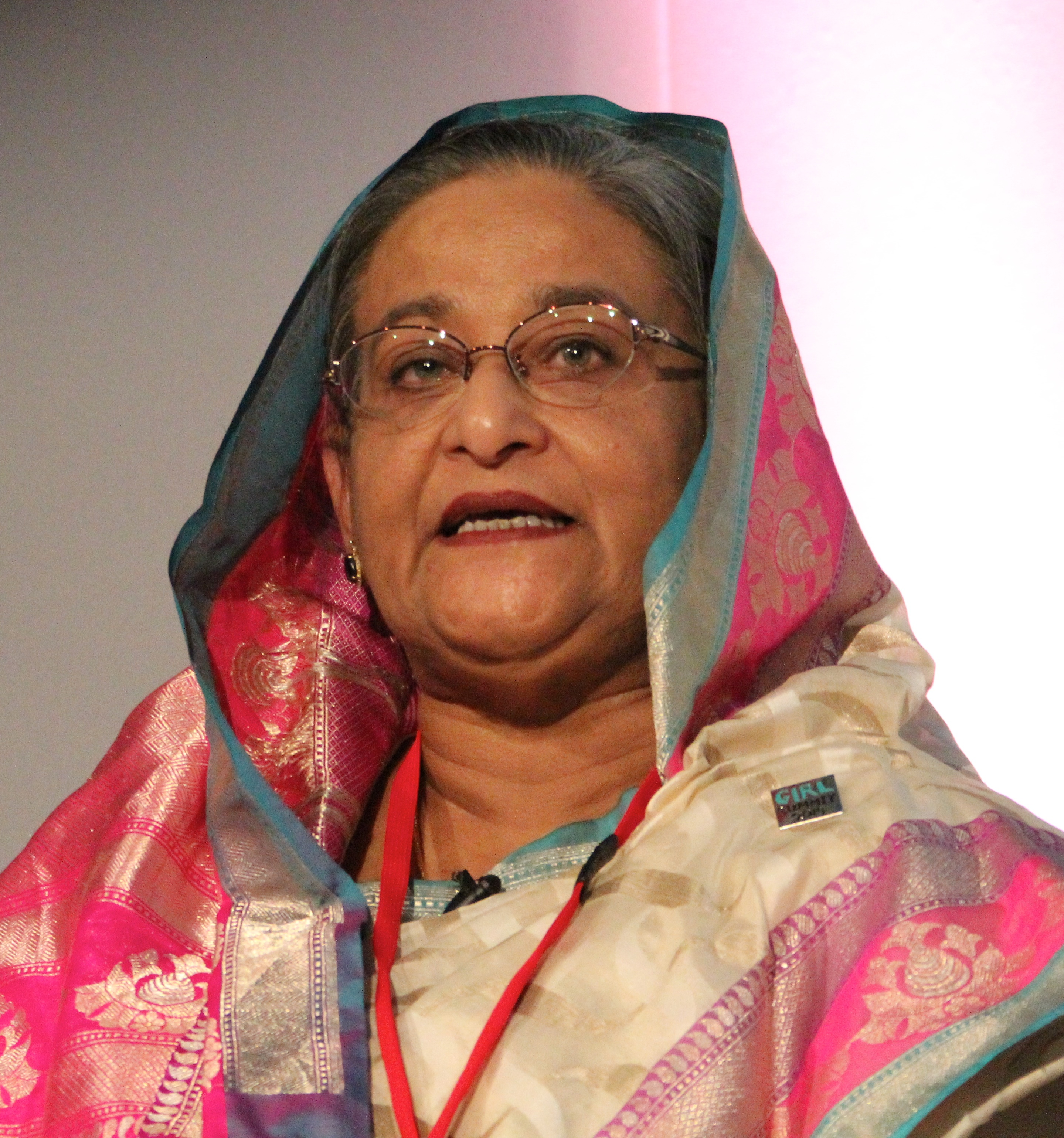
Bangladesh Sheikh Hasina, Première ministre
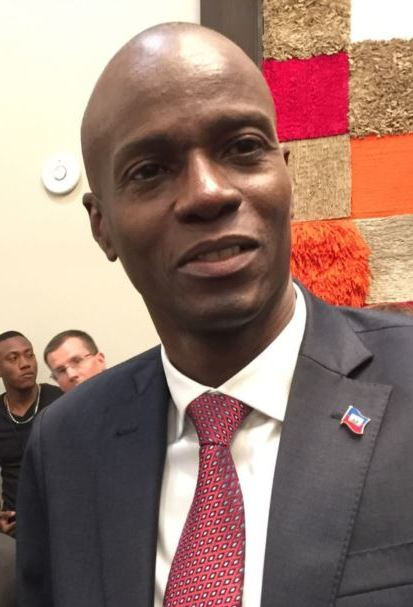
Haïti Jovenel Moïse, Président
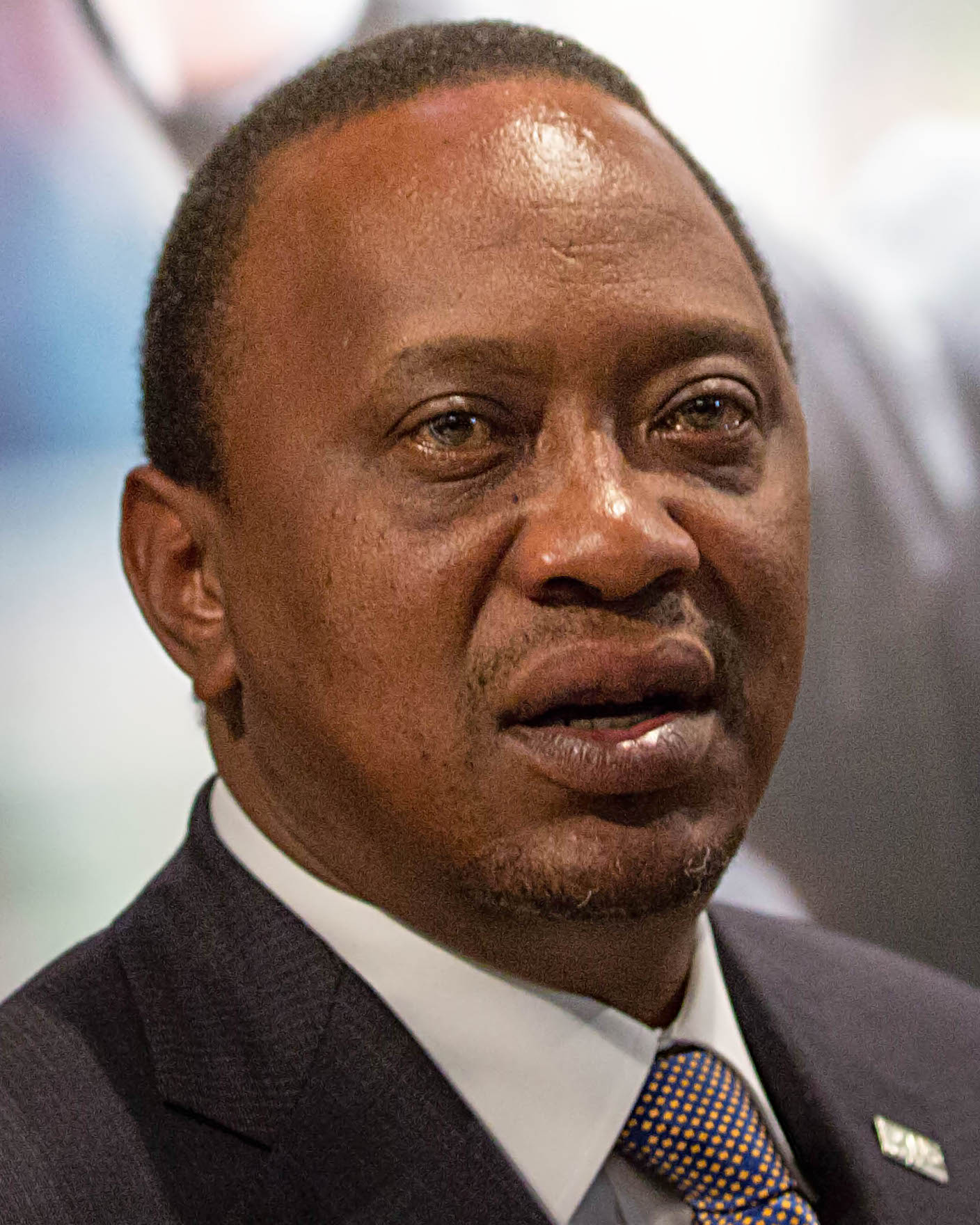
Kenya Uhuru Kenyatta, Président
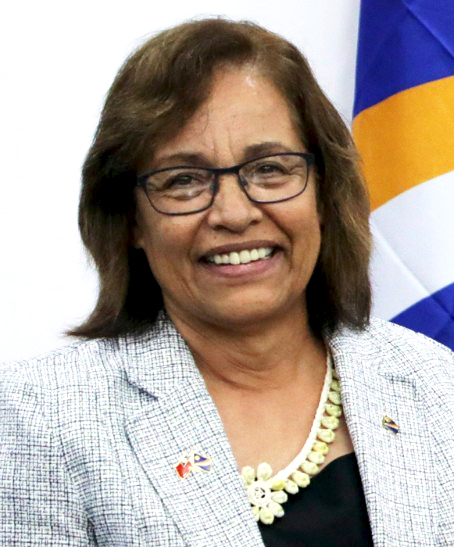
Îles Marshall Hilda Heine, Présidente
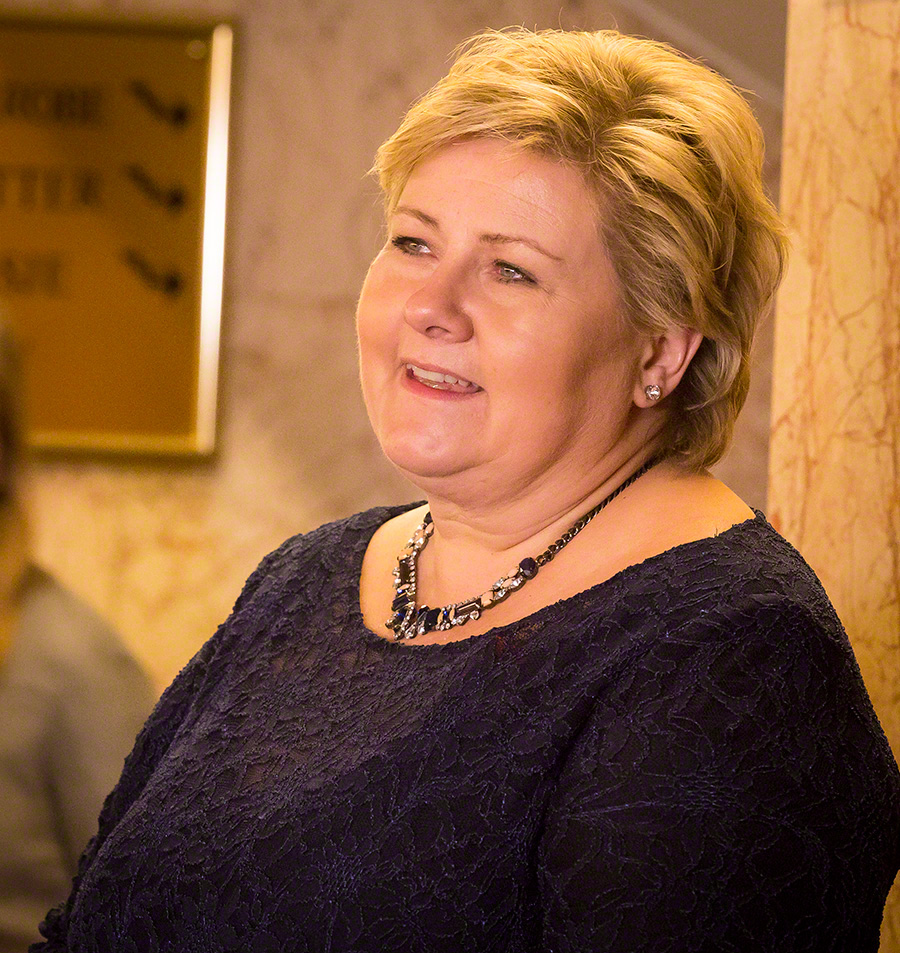
Norvège Erna Solberg, Première ministre
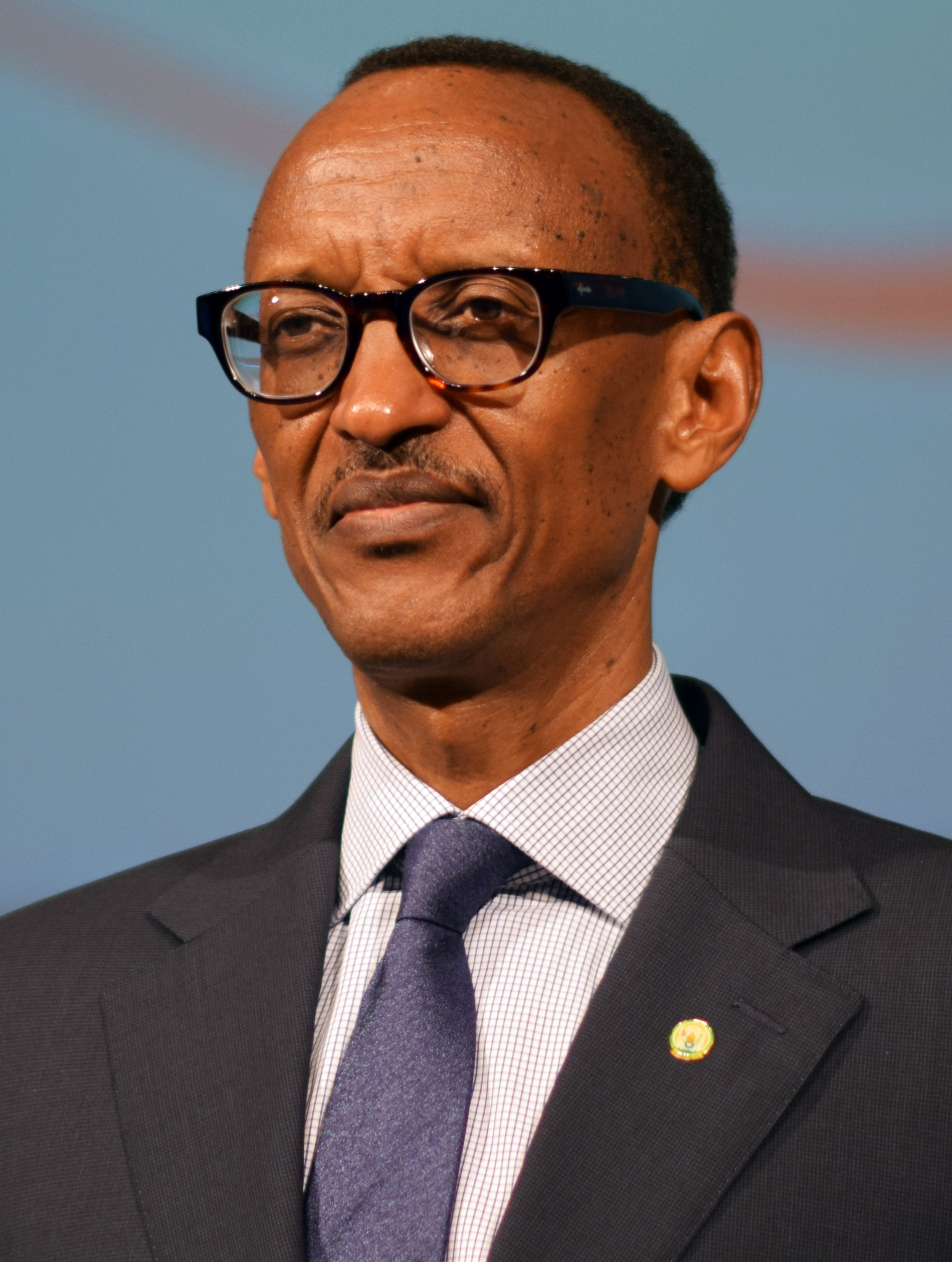
Rwanda Paul Kagame, Président Président de l'Union africaine
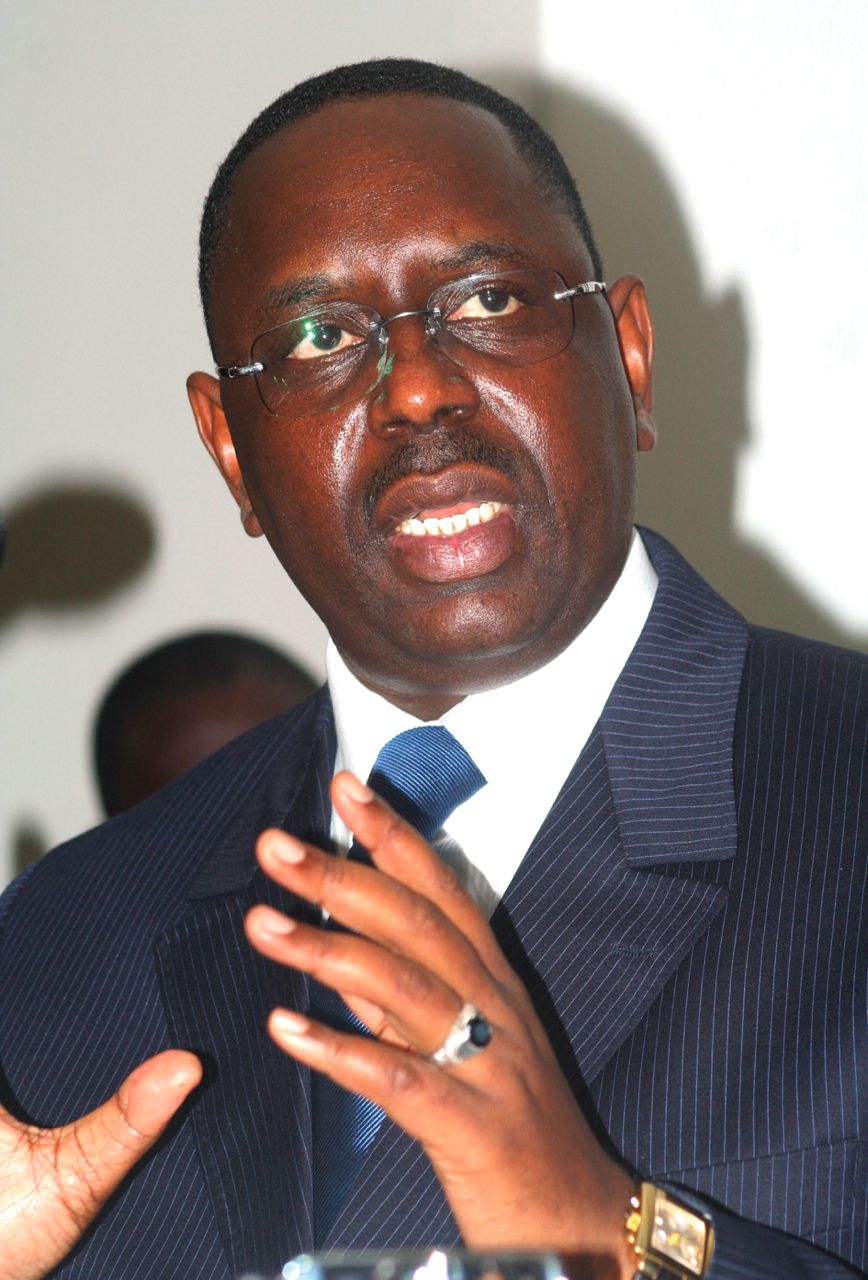
Sénégal Macky Sall, Président
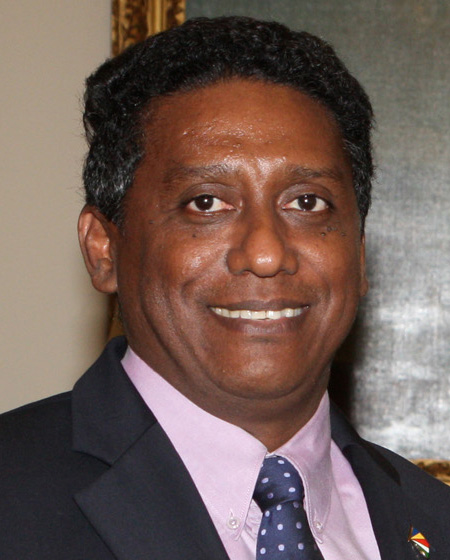
Seychelles Danny Faure, Président
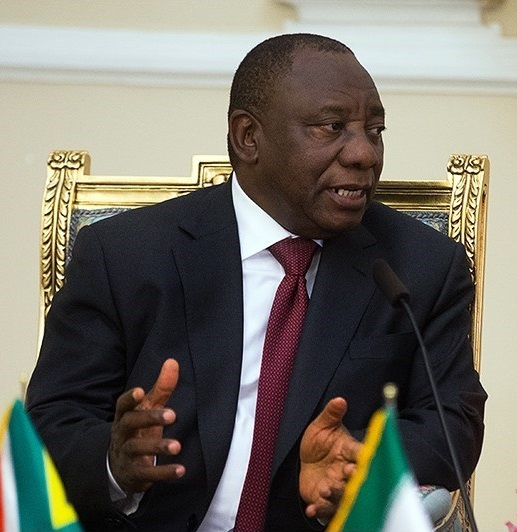
Afrique du Sud Cyril Ramaphosa, Président
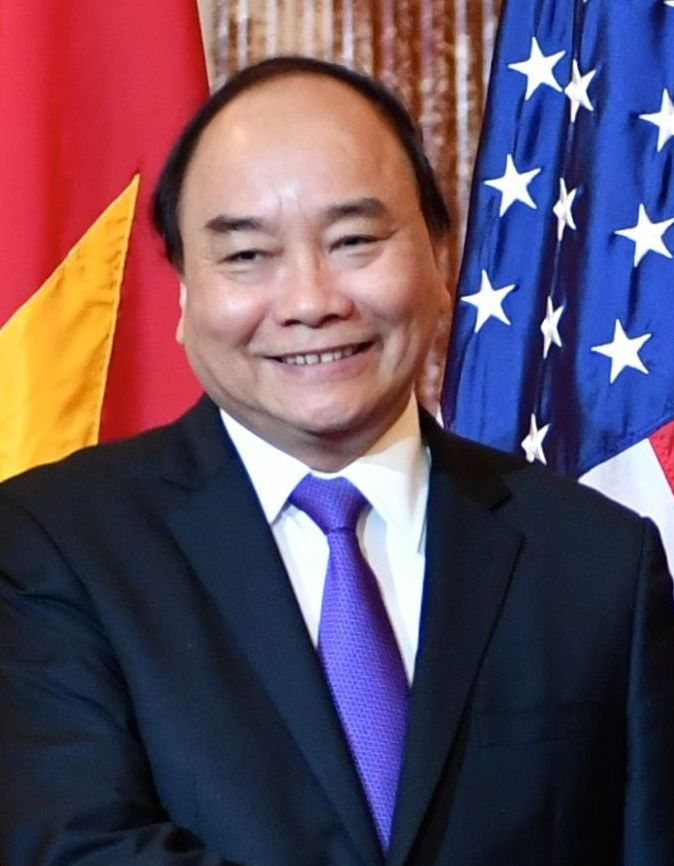
Viêt Nam Nguyễn Xuân Phúc, Premier ministre
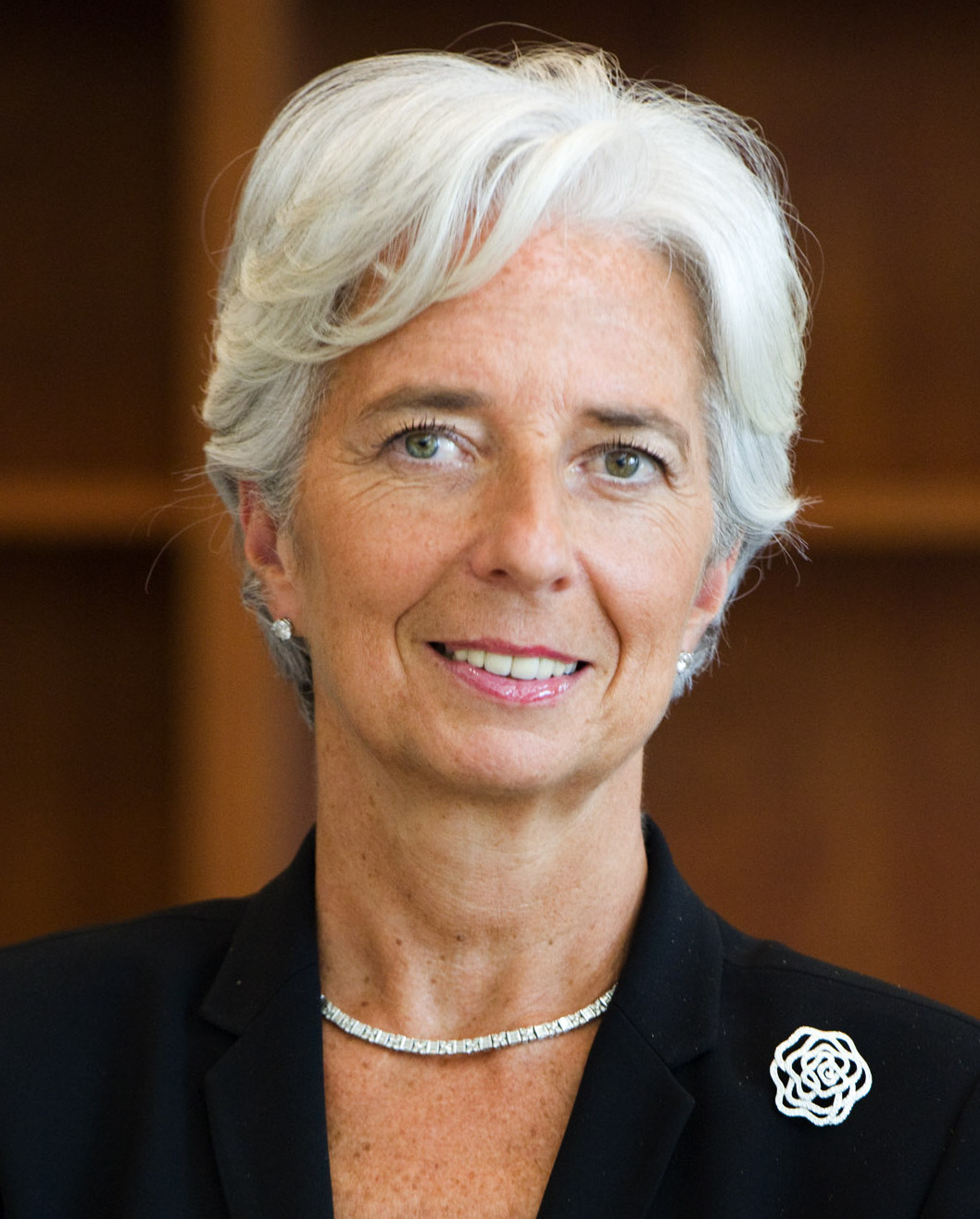
Fonds monétaire international Christine Lagarde, Directrice générale
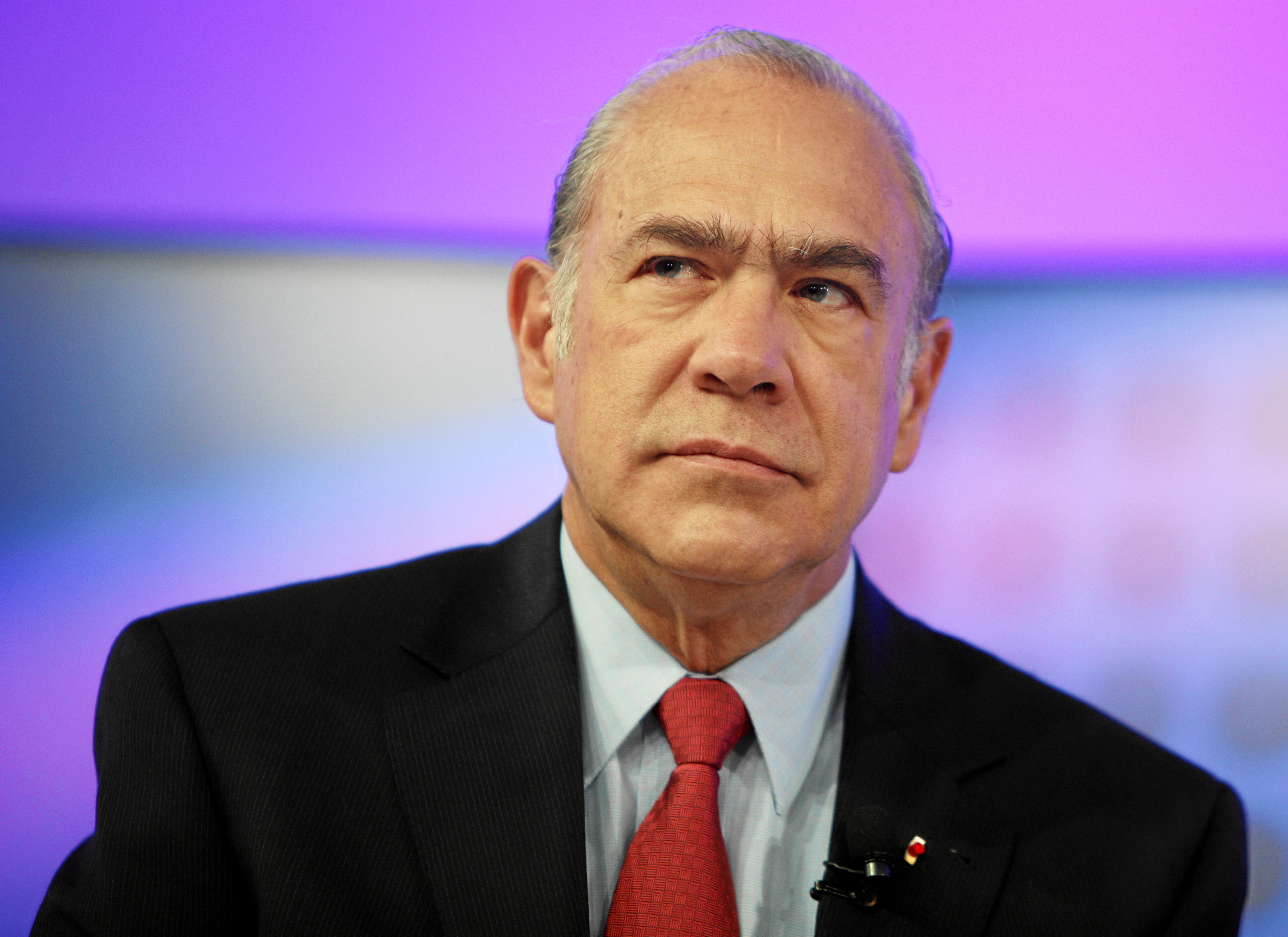
OCDE José Ángel Gurría, Secrétaire général
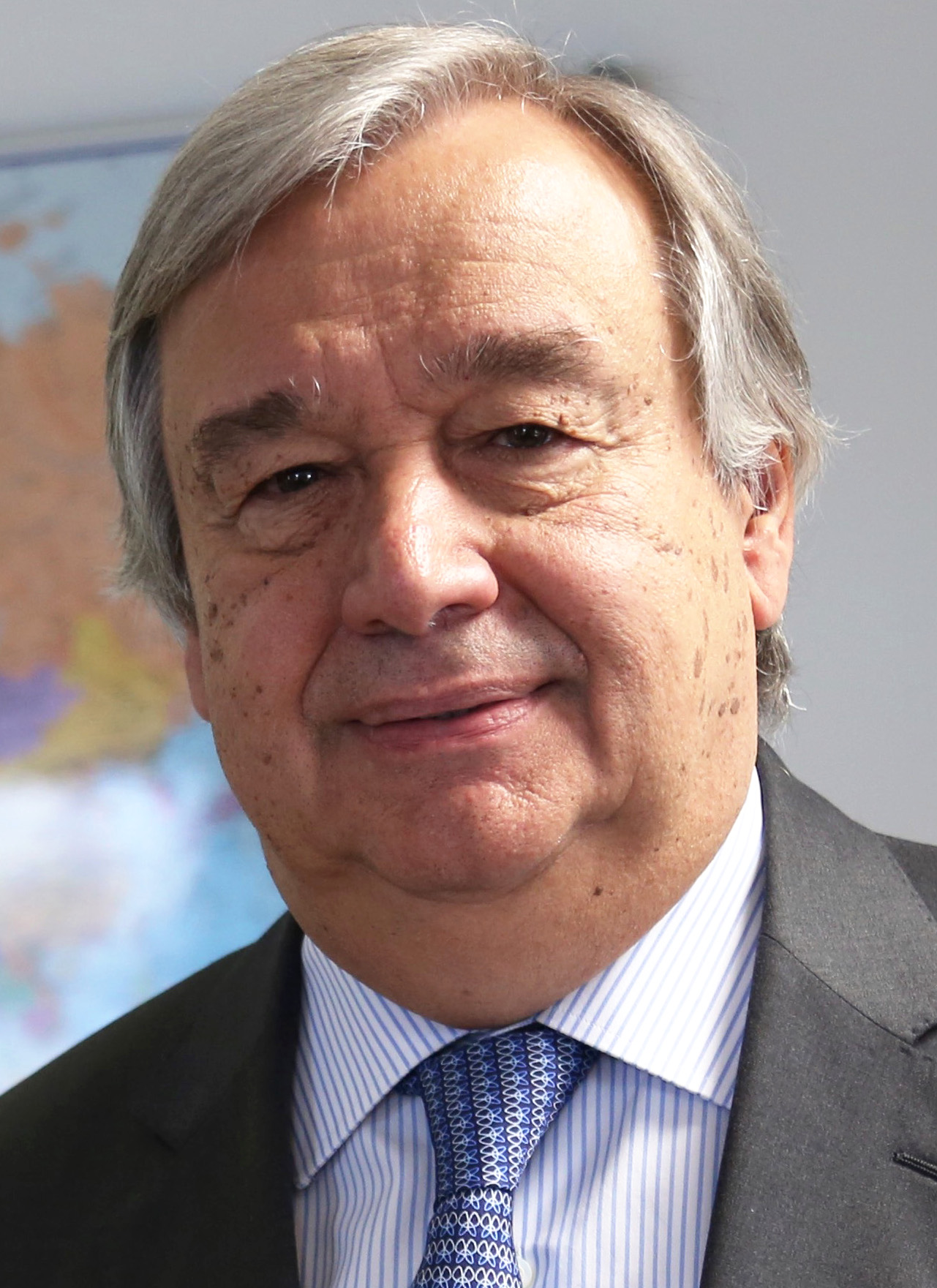
ONU António Guterres, Secrétaire général
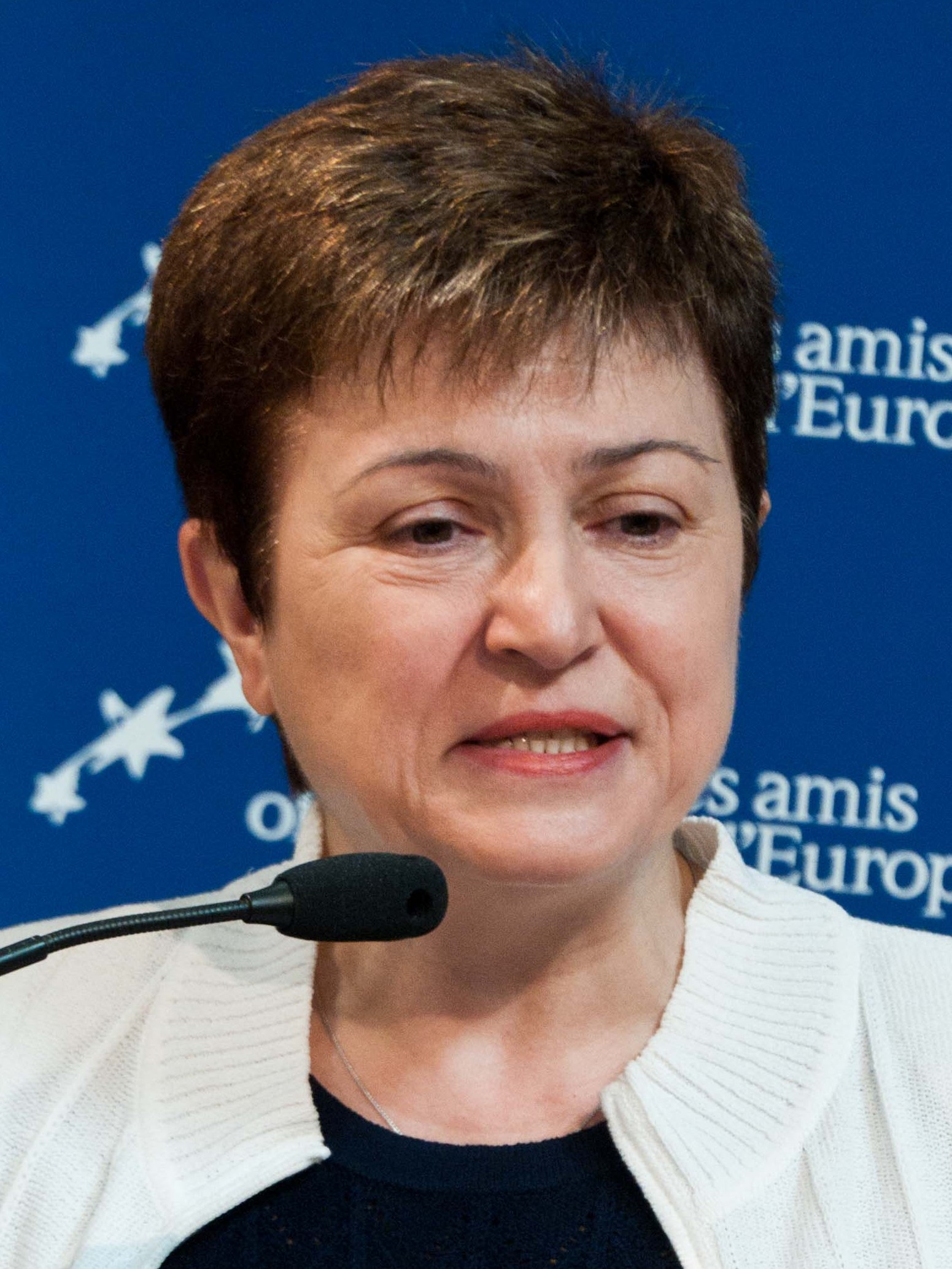
Banque mondiale Kristalina Gueorguieva, Directrice générale

## Sécurité
Plus de 2 000 soldats des Forces armées canadiennes sont présents durant l'opération CADENCE. Des réservistes du 34e Groupe-brigade du Canada et du 35e Groupe-brigade du Canada sont présents dans deux zones. La principale zone de sécurité est la zone rouge autour du sommet au Manoir Richelieu et la zone verte plus large autour de la ville. Des CF-188 Hornet et des CH-146 sont disponibles en tout temps avec une collaboration conjointe du Commandement de la défense aérospatiale de l'Amérique du Nord (NORAD) et le Commandement des opérations interarmées du Canada (COIC). Les dignitaires arrivent à la Base des Forces canadiennes Bagotville, puis sont héliportés vers le manoir à environ 100 kilomètres. La ville de La Malbaie a une zone d'exclusivité aérienne de 20 kilomètres autour du manoir. Une zone avec un rayon de 55 kilomètres est à autorisation restreinte pour les vols urgents dans la région. Il y a plus de 8 000 policiers dont ceux de la Sûreté du Québec (SQ) et de la Gendarmerie royale du Canada (GRC). Il est interdit de naviguer autour du manoir et dans la région. La Marine royale canadienne a d'ailleurs déployé des plongeurs spécialisés dans la neutralisation d'engins explosifs sous-marins. Les drones civils auront une restriction de 55,5 kilomètres autour du Manoir Richelieu. Deux camps militaires des Forces armées canadiennes ont été érigés pour la surveillance aérienne. Un camp à Saint-Roch-des-Aulnaies et un camp à Saint-André-de-Kamouraska. L'armée a déployé deux radars tactiques AN/TPS-70 du 12e escadron (12 ER) de Bagotville. 
La Division du Québec du Corps Canadien des Commissionnaires fut (en sus des organisations étatiques fédérales de sécurité et de protection impliquées) l'organisation non étatique officielle à assurer la sécurité de l'organisation du Groupe des sept.

## Coûts
Les opérations militaires et civiles autour du sommet du G7 de 2018 devraient coûter au bas mot 606 millions de dollars canadiens. Environ 259 millions de dollars pour les opérations de la GRC, 100 millions de dollars pour Affaires mondiales Canada, 35 millions de dollars pour Défense nationale Canada, 99 millions de dollars pour Sécurité publique Canada et 68 millions de dollars pour Approvisionnement et Services partagés Canada. Plus de 3,8 millions de dollars ont été dépensés pour une clôture haute de trois mètres avec des caméras tous les cinq mètres. Les clôtures seront installées autour du Manoir Richelieu C'est le groupe Laval Fortin (LFL) de la ville d'Alma qui a reçu le contrat de la clôture. Les clôtures de la ville de Montréal utilisées lors de la Formule E seront utilisées dans la zone blanche, aussi surnommée la zone « de libre expression ». La ville de Montréal avait dépensé plus de 7,5 millions de dollars pour 1 500 murets de béton sous l'ancienne administration de Denis Coderre. En plus des caméras sur la zone rouge, il y a des caméras près du pont et dans la côte de Bellevue. La GRC a acheté pour environ 12,5 millions de dollars, 157 véhicules Chevrolet Suburban neufs. Les véhicules de ce type sont généralement vendus entre 60 000 et 80 000 $ l'unité selon les modèles. Il faut rajouter à ce prix les technologies de la police qui seront greffés aux camions. Le gouvernement a dépensé pour des tables, des tapis, des plantes, des rideaux en velours, des babillards, des poubelles, un bac de recyclage et des canapés style « lounge ». Le gouvernement a acheté 33 figuiers et 50 fougères de Boston. Le gouvernement a réservé 12 000 chambres dans la région.

## Manifestation
Amnistie internationale et la Ligue des droits et libertés vont déployer une trentaine de personnes à titre d'observateurs. La SQ a autorisé la libre expression dans une zone blanche surnommé la « zone de libre expression », située à 1,5 kilomètre du Manoir Richelieu.